# Jonas Hedqvist

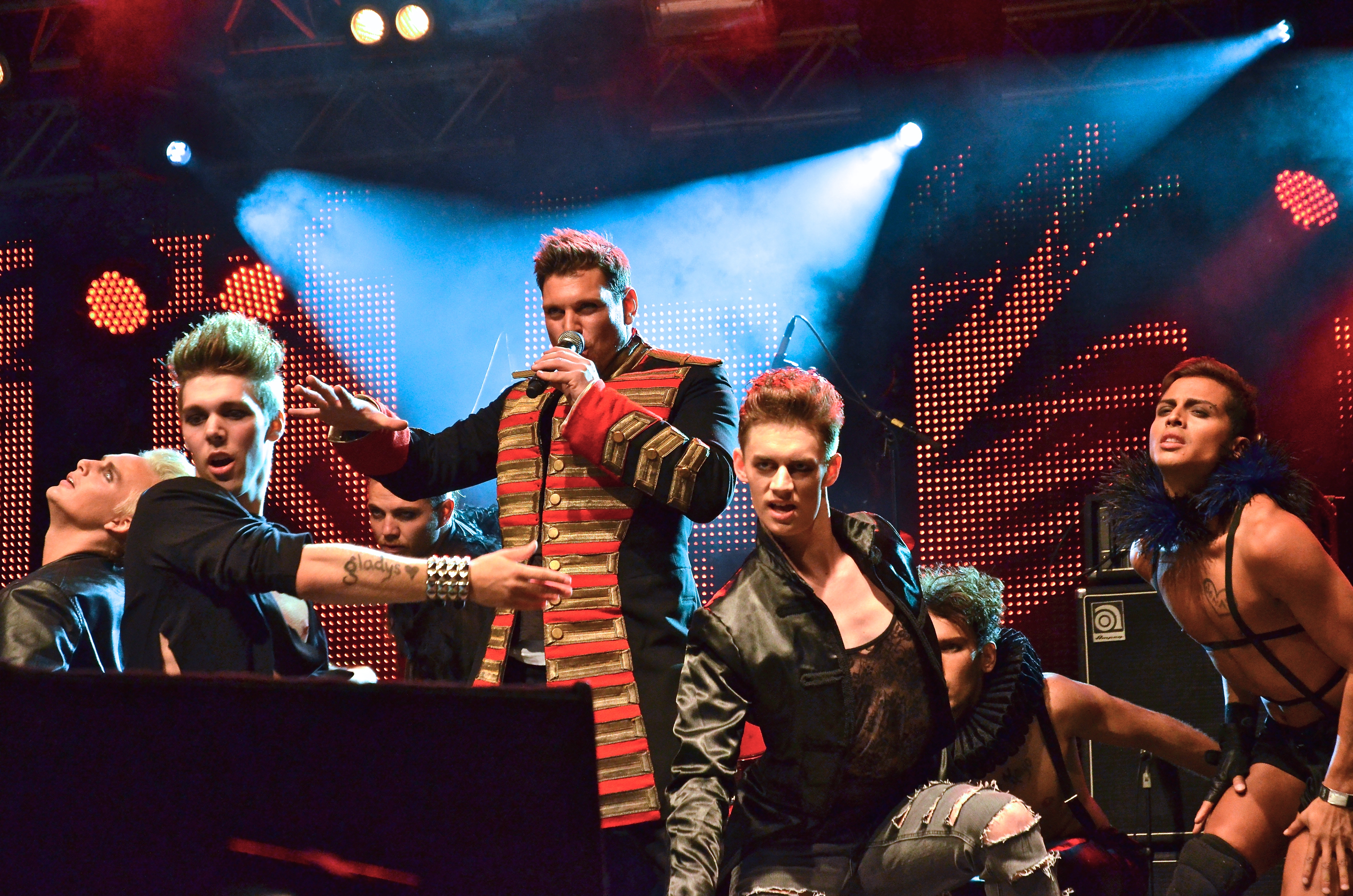
Jonas Hedqvist på Pride Party Night 6 aug 2011

Jonas Peter Hedqvist, ibland under artistnamnet Jonah, född 1978, är en svensk artist född i Munkfors, Värmland. Hedqvist utnämndes till Mr Gay Sweden 2000.
Hedqvist framförde den allra första officiella Pride-låten I am What I am år 2001 för Stockholm Pride och har även släppt singlarna Once in a Lifetime hösten 2006, Summer High 2008, Välkommen hem 2009, Welcome to My World 2010, "I am what I am Feat: Afro-Dite" 2011, "Discover The Night" 2011 och "Survivors" 2016. "Survivors" var även officiell Pridelåt för såväl Malmö som Köpenhamn samma år under titeln "The Official Anthem Of Malmö & Copenhagen Pride 2016". Med Welcome to My World genomförde Hedqvist en nattklubbsturné i USA med premiär i New York den 23 december 2009.
Han har gjort en krogshow tillsammans med Anna Book. 2009 tog Hedqvist över som programledare för Allsång i Parken på Moriska Paviljongen i Malmö Folkets Park. Arrangemanget lades ner 2010 p.g.a. omstruktureringar och ändrade ägarförhållanden i Malmö Folkets Park med tillhörande evenemangslokaler.
"Allsång i Parken" kom tillbaka sommaren 2013, nu på Stora Scenen och som Folkets Parks stora sommarsatsning. Från det första arrangemanget satte Hedqvist med ensemble publikrekord efter publikrekord när man fortsatte slå sina egna publiksiffror vecka efter vecka fram till det sista arrangemanget i augusti 2015.
Mest publik hade dock Allsång i Parkens specialarrangemang i samband med finalen av Eurovision Song Contest som avgjordes i Malmö i maj 2013. Ca 14 000 personer följde den två timmar långa allsångsuppvärmningen på plats i Malmö Folkets Park inför TV-sändningarna. 2010 genomförde Jonas Hedqvist en serie julkonserter i svenska kyrkor med titeln Ibland kommer julen om natten. 
2011 släppte Hedqvist en jubileumsversion av sin första singel "I am what I am" i en nyinspelning tillsammans med Melodifestivalvinnarna Afro-Dite. Han öppnade årets Stockholm Pride 2011 med en exakt kopia av numret från 2001 tillsammans med tolv dansare och dragshowgruppen Diamond Dogs som även de medverkade vid uruppförandet 2001. 
Pridefestivalen avslutades sista kvällen med den nya versionen av låten och vid detta framträdande medverkade även Afro-Dite.